# Joca Marques
Joca Marques é um município brasileiro do estado do Piauí.

## História
O município de Joca Marques foi emancipado através da Lei Estadual nº 4.810, de 14 de dezembro de 1995, tendo seu território formado a partir do município matriz de Luzilândia. Instalado em 1 de janeiro de 1997, com a posse do primeiro prefeito eleito.
Na realidade, a denominação toponímica atual constitui uma saudosa homenagem a um dos grande nomes da política local, ex-prefeito de Luzilândia e filho ilustre do novel município, o senhor João de Assis Marques (vulgo, Joca Marques). Seu passado remonta à pequena formação populacional antes denominada de Mocambinho.
Formada gradativamente a partir da primeira metade do século XX (mais precisamente entre 1920 e 1930), esse pequeno núcleo atraiu grupos migratórios, advindos de diversas áreas do nordeste, que encontravam na região condições de subsistência adequadas e propícias para a manutenção de suas famílias. Por situar-se às margens do rio Parnaíba - o segundo  maior rio do nordeste - deu margem ao aumento gradual de sua população, que com a prática agrícola e a pecuária ajudaram a dinamizar a economia frágil da região, com destaque especial para a família Marques, que ainda hoje é influente tanto em Joca Marques quanto em Luzilândia, que lhe deu origem e com a qual mantém grande relação.

## Localização
Localiza-se a uma latitude 03º28'41" sul e a uma longitude 42º25'42" oeste, estando a uma altitude de 24 metros. Sua população estimada em 2004 era de 4.491 habitantes.
| Noroeste: Madeiro | Norte: São Bernardo (Maranhão) | Nordeste: Luzilândia |
| Oeste: Madeiro    |                                | Leste: Luzilândia    |
| Sudoeste: Madeiro | Sul: Luzilândia                | Sudeste: Luzilândia  |

## Lista de prefeitos
| Nº | Nome                             | Partido | Início do mandato    | Fim do mandato         | Observações       |
| 1  | Janaína Pinto Marques de Meneses | PFL     | 1 de janeiro de 1997 | 31 de dezembro de 2000 | Prefeita eleita   |
| 1  | Janaína Pinto Marques de Meneses | PFL     | 1 de janeiro de 2001 | 31 de dezembro de 2004 | Prefeita reeleita |
| 2  | Manoel de Caldas Marques         | PFL     | 1 de janeiro de 2005 | 31 de dezembro de 2008 | Prefeito eleito   |
| 3  | Edilberto Aguiar Marques         | PTB     | 1 de janeiro de 2009 | 31 de dezembro de 2012 | Prefeito eleito   |
| 4  | Onofre Silva Marques             | PTB     | 1 de janeiro de 2013 | Atual                  | Prefeito eleito   |